# Stadtkirche Teterow

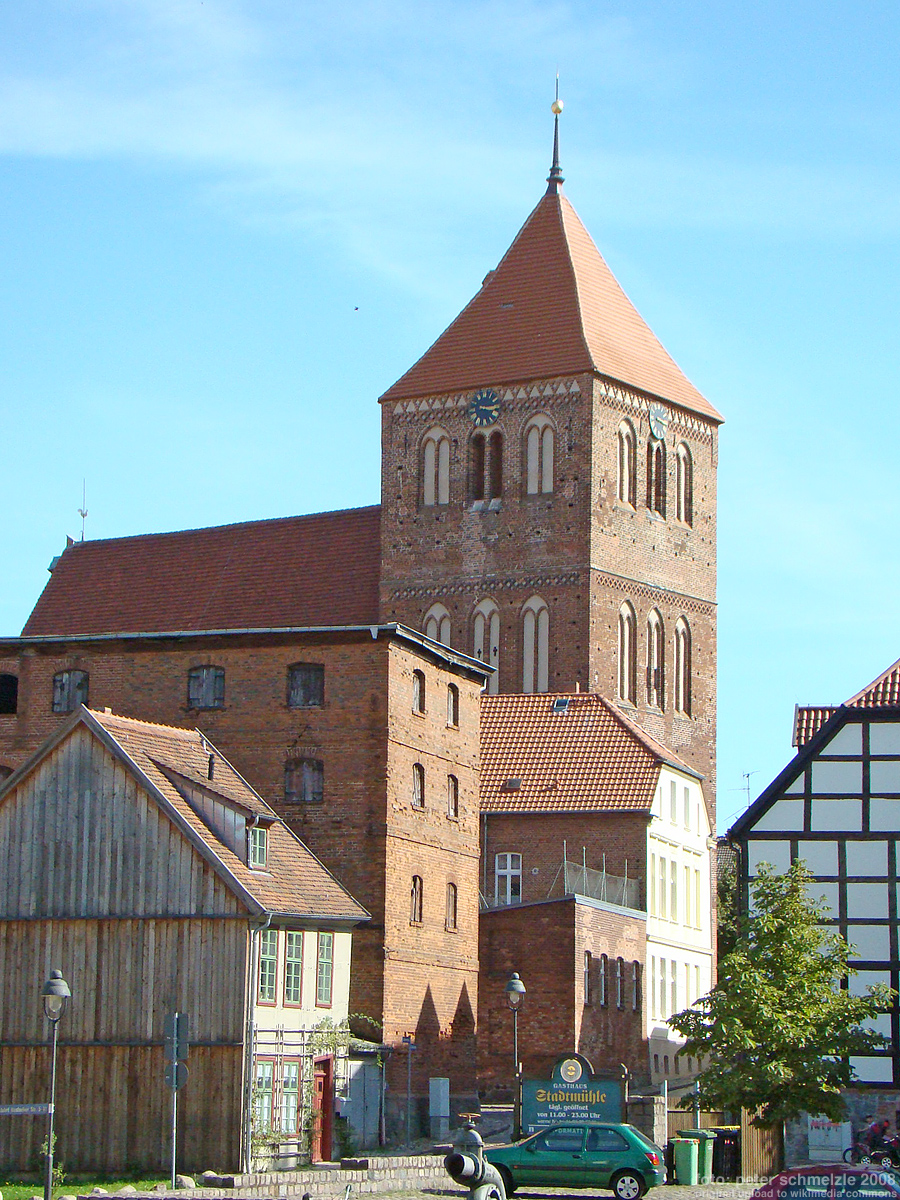
Blick vom Mühlenteich zur Stadtkirche

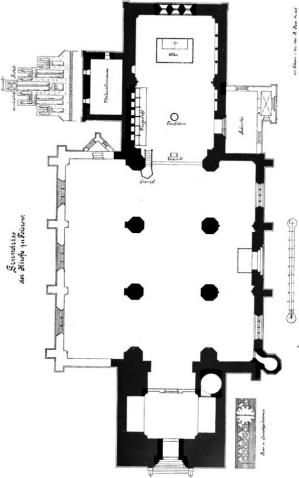
Grundriss, 1902

Die Stadtkirche St. Peter und Paul ist ein typischer Bau der norddeutschen Backsteingotik. Sie befindet sich in der mecklenburgischen Stadt Teterow und ist die Kirche der Kirchgemeinde Teterow in der Propstei Rostock im Kirchenkreis Mecklenburg der Evangelisch-Lutherischen Kirche in Norddeutschland (Nordkirche).

## Baubeschreibung
Der älteste Teil der Kirche ist der 1280 errichtete frühgotische Chor. Als direktes Vorbild wird der zwischen 1265 und 1279 errichtete Zweitbau der Rostocker Marienkirche angesehen. Der Chorgiebel weist eine Dreifenstergruppe auf, wie an frühgotischen Backstein- (und auch Feldstein-) Kirchen auch südwärts bis in die Mark Brandenburg und westwärts bis in die Provinz Groningen nicht selten anzutreffen. Die Seitenwände haben jeweils zwei schlanke Spitzbogenfenster. Die beiden Chorjoche sind stark gebuste Kreuzrippengewölbe nach westfälischem Vorbild.
Wenig später entstand die Sakristei auf der Nordseite, allerdings zunächst ohne den (ebenfalls mittelalterlichen) aufwändigen Ziergiebel.
Nach dendrochronologischem Befund wurde das Kirchenschiff 1310 errichtet. Sein Querschnitt ist etwas asymmetrisch, auf der Südseite ist es eine Stutzbasilika mit fensterlosen Hochschiffswänden, auf der Nordseite eine Basilika mit Obergadenfenstern. Als Ursache wird eine Ad-hoc-Entscheidung der Bauleute angenommen, im mittelalterlichen Kirchenbau nichts Ungewöhnliches. Das nördliche Seitenschiff wurde allerdings 1877–1880 durch ein größeres ersetzt, mit üppigen neugotischen Quergiebeln. Gleichzeitig entstand auch die südliche Sakristei.

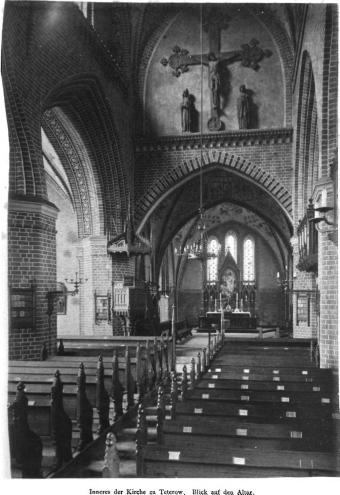
Innenraum nach Osten um 1902
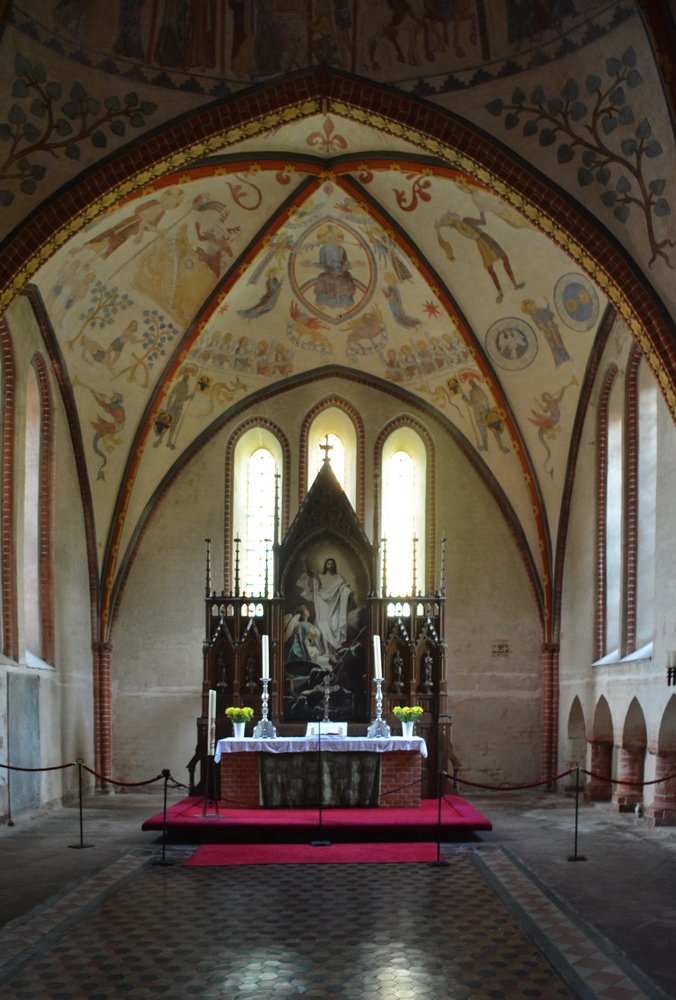
Chorraum mit Altar 2015
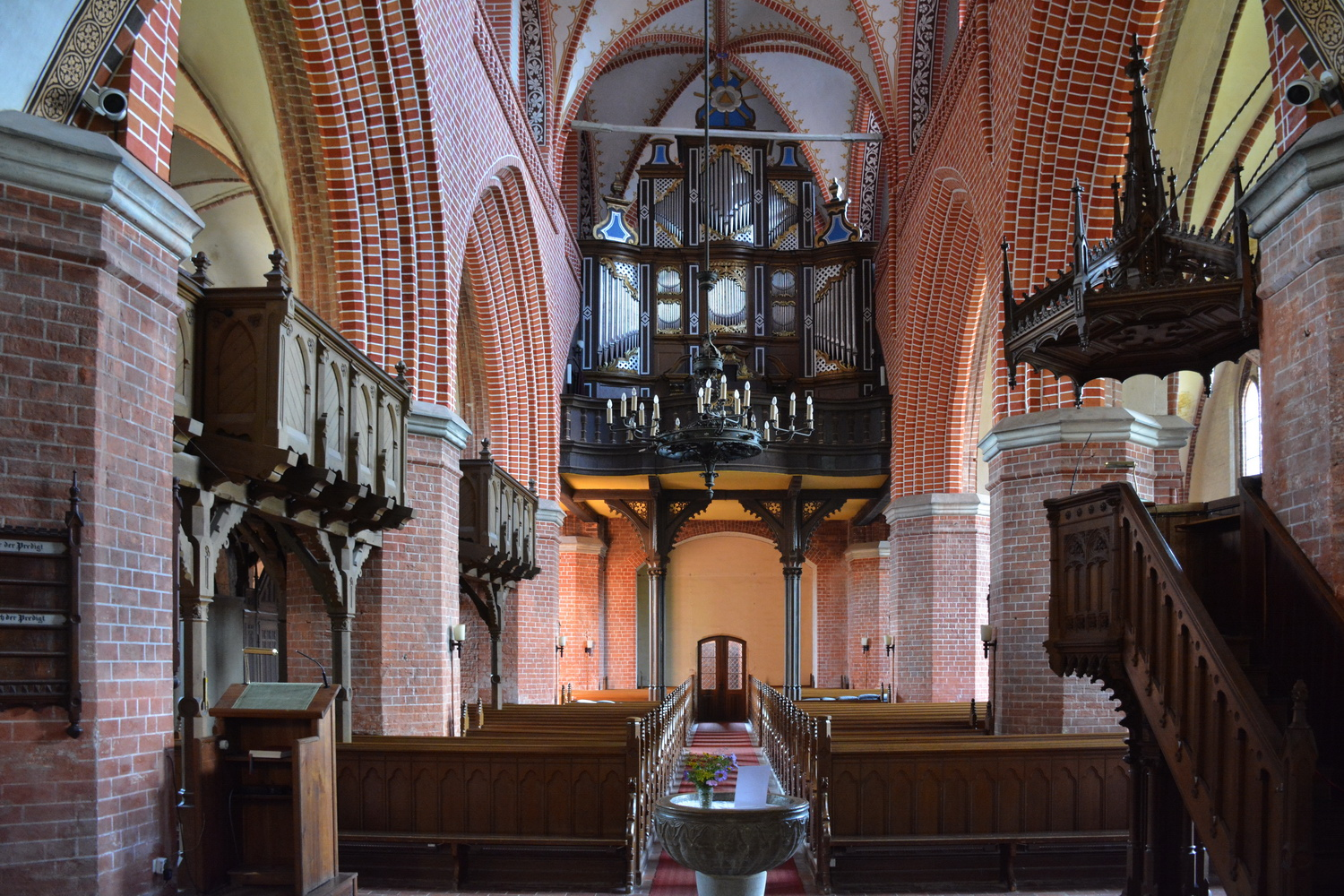
Innenraum nach Westen mit Kanzel und Orgel 2015

Der quadratische, fast 40 m hohe Westturm, im ursprünglichen Konzept noch nicht vorgesehen, wurde in der ersten Hälfte des 15. Jahrhunderts errichtet, die obersten Teile nach dendrologischem Befund um 1450.

## Ausstattung
- Im Gewölbe des Chorraums befinden sich wertvolle mittelalterliche Fresken, die zwischen 1877 und 1880 bei einer Renovierung freigelegt wurden.  Sie stammen aus dem 14. Jahrhundert und wurden 1880 überfasst. Dargestellt sind Erschaffung der Welt, Sündenfall, Vertreibung aus dem Paradies, Brudermord an Abel, Mariä Verkündigung, Geburt Jesu, heilige drei Könige, Kindermord in Bethlehem, Flucht nach Ägypten, Versuchung Jesu, Einzug in Jerusalem, Kreuzigung, Auferstehung, Jesus als Weltenrichter.

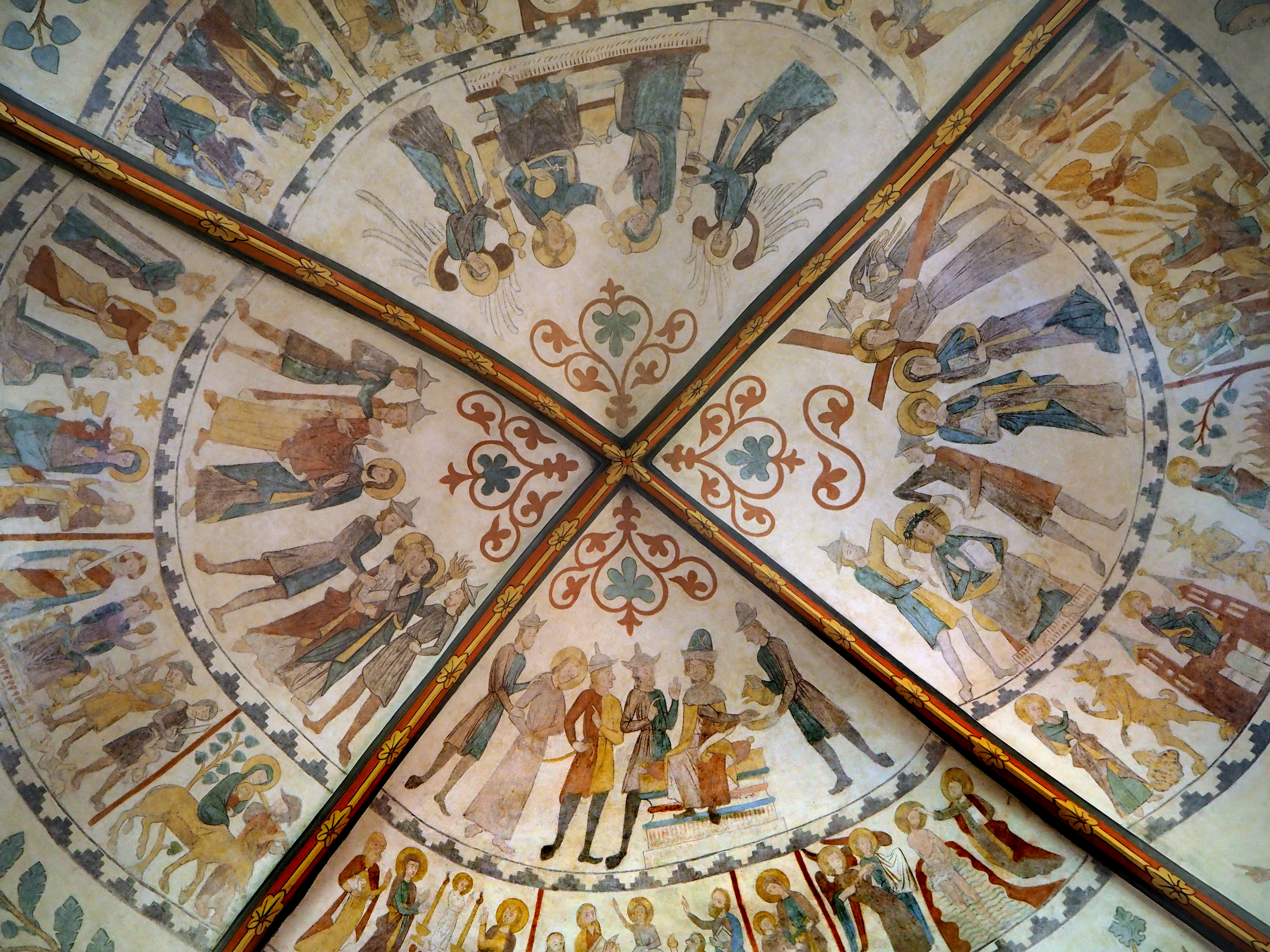
Deckengemälde aus dem 14. Jahrhundert mit biblischen Szenen im Chorraum
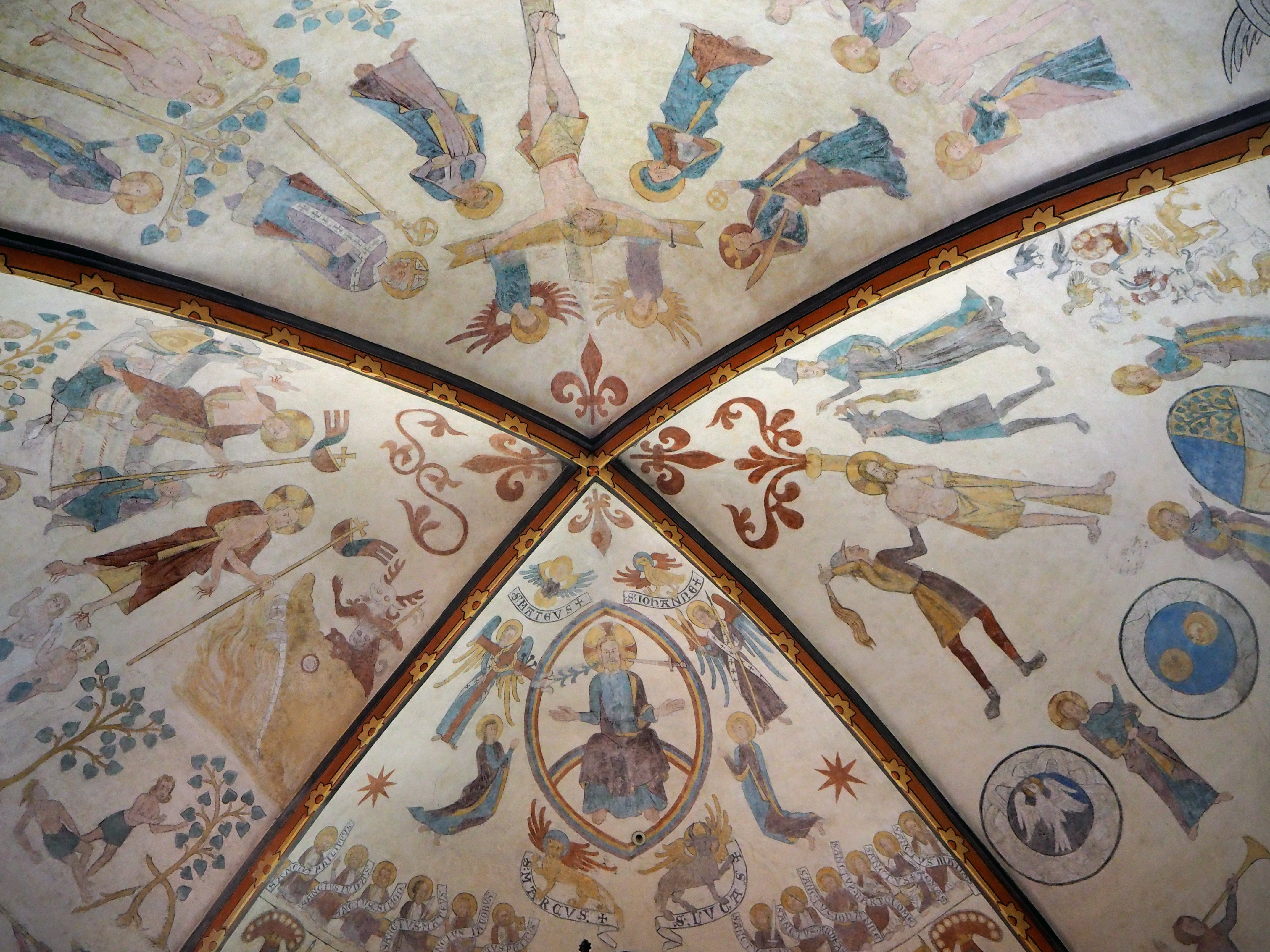
Deckengemälde aus dem 14. Jahrhundert mit biblischen Szenen im Chorraum
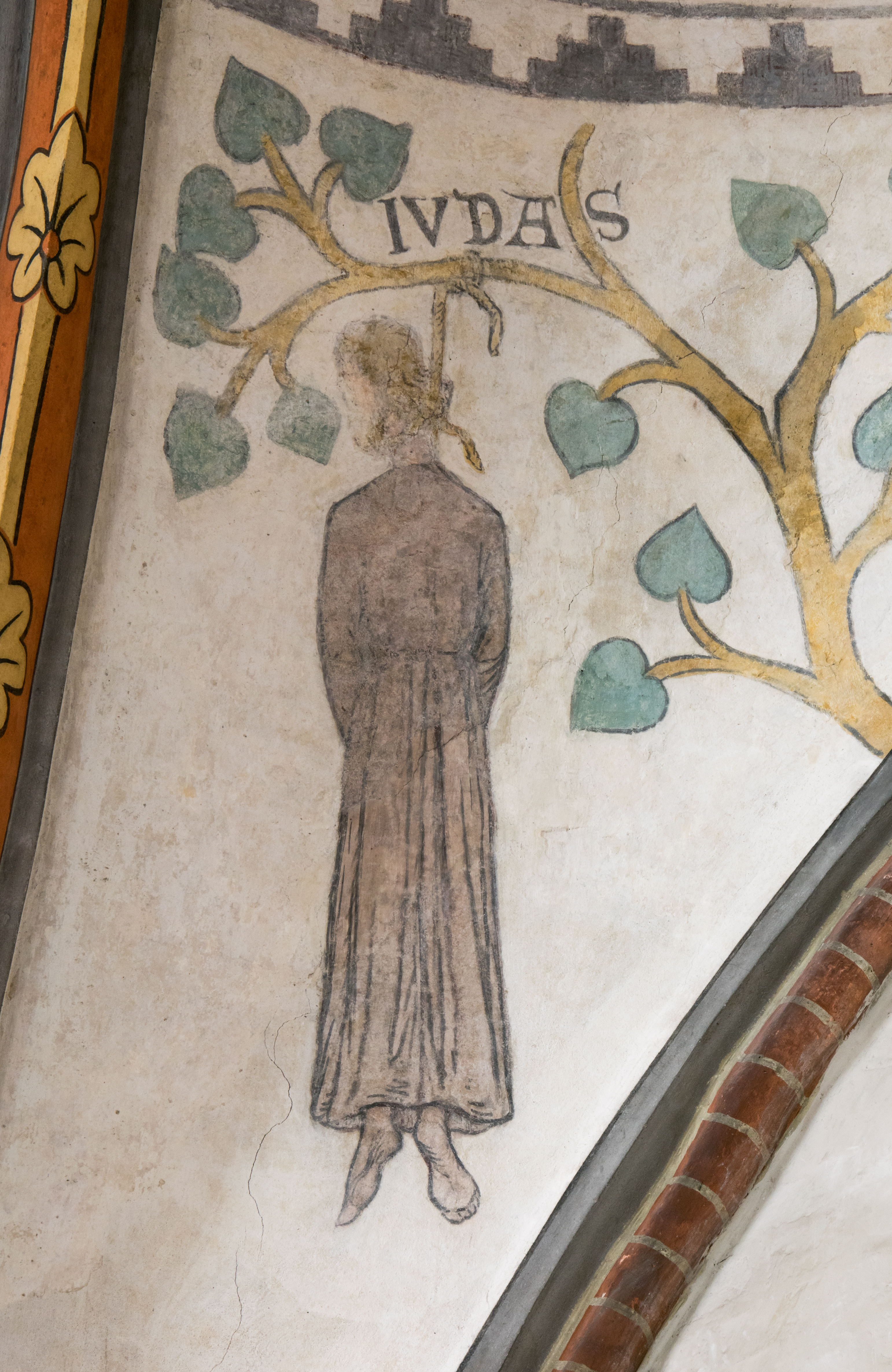
Detail im Fresko: Judas

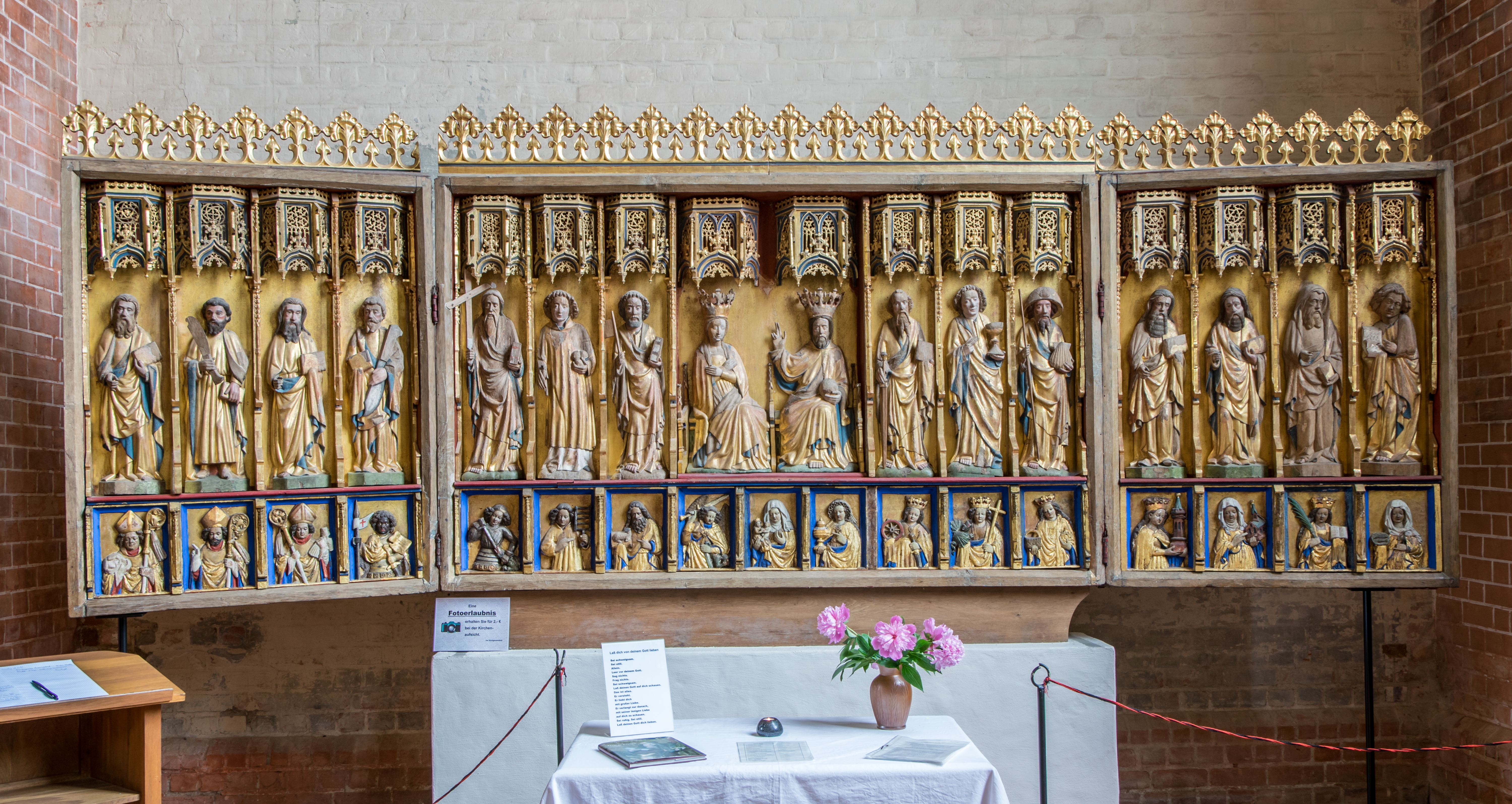
Marienkrönungsaltar aus dem 15. Jahrhundert

- Im nördlichen Seitenschiff steht der als Doppelflügelaltar gestaltete geschnitzte frühere Hauptaltar (Marienkrönungsaltar). Er stammt von einer Rostocker Werkstatt aus den 1430er Jahren. Ganz geöffnet zeigt er die Marienkrönung und die zwölf Apostel mit Paulus und Stephanus sowie weitere 17 Heilige in einem schmaleren Streifen darunter. Wird das erste Flügelpaar geschlossen, so zeigt sich ein Gemäldezyklus zur Passion in 16 Einzeldarstellungen, der dem Meister des Rostocker Dreikönigsaltars zugeschrieben wird. Die Malereien auf den Außenflügeln, die sichtbar werden, wenn der Altar ganz geschlossen wird, sind hingegen verloren. Der Altar steht heute an der Westwand des nördlichen Seitenschiffs.

- Über dem Zugang zum Chorraum befindet sich ein großes Triumphkreuz: ein Kruzifix, gerahmt von den Figuren der Jungfrau Maria und dem Evangelisten Johannes. Das Kreuz ist an den vier Enden mit den vier Evangelistensymbolen und an den Rändern mit großen Blättern besetzt.

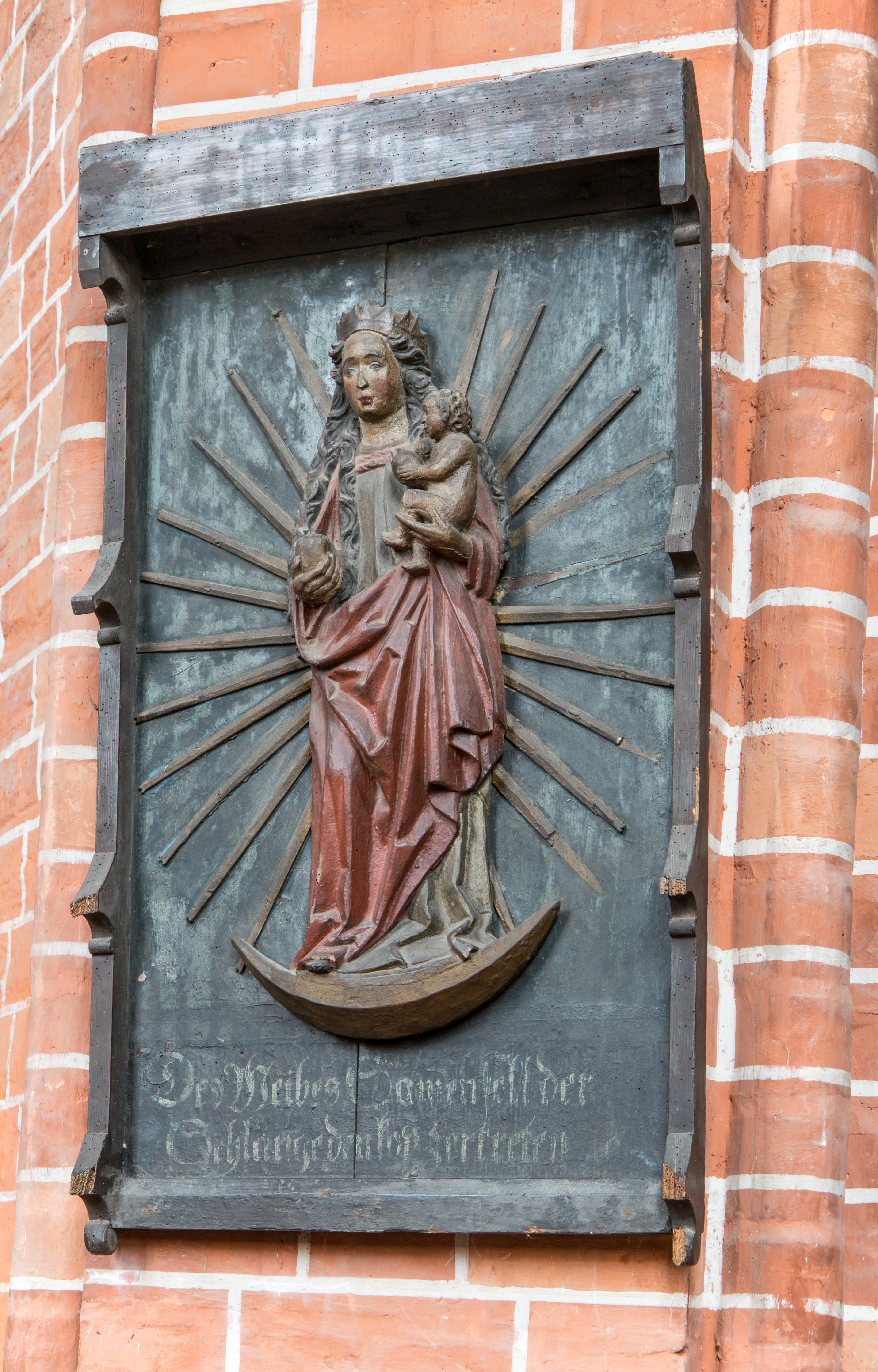
Strahlenkranzmadonna (15. Jahrhundert)

- An einer Seitenwand befindet sich die Darstellung einer Strahlenkranzmadonna auf der Mondsichel aus dem 15. Jahrhundert. Der Text unter dem Relief stammt aus 1. Mose 3,15.  Er lautet: „Des Weibes Same soll der Schlange den Kopf zertreten.“ Das wird als Hinweis auf Jesus gedeutet.

- Vor dem Altarraum steht im Mittelschiff ein gotischer Taufstein (Fünte) aus dem 14. Jahrhundert. Er ist aus gotländischem  Kalkstein gefertigt.

- Reste einer Kanzel aus der Zeit der Renaissance sind heute in der Turmhalle aufgestellt. Altar, Kanzel, und Bänke stammen aus der Zeit der neugotischen Erneuerung von 1877/80. Das Altarbild ist wahrscheinlich eine Darstellung der Auferstehung, eine Kopie nach Bernhard Plockhorst.

- An der Ostwand des Nordschiffs ist seit den 1920er Jahren eine Gedenktafel für die im Ersten Weltkrieg gefallenen Gemeindeglieder angebracht. Darüber befindet sich ein Kreuz für die Opfer des Zweiten Weltkrieges.

- Seit dem 9. November 1990 steht in der Kirche ein Mahnmal eines Teterower Schmiedes für die Wendezeit. Es wurde auf Anregung des damaligen Pastors Martin Kuske aus dem Stahl eines Schützenpanzerwagens gefertigt und trägt das Bibelzitat „Schwerter zu Pflugscharen“, das von der Friedensbewegung in der DDR verwendet wurde.[2] Für den Erhalt der Kirche wurde ein Förderverein gegründet.[3]

### Orgel
Paul Schmidt baute im Jahr 1789 eine neue Orgel. 1891 wurde sie durch ein neues Werk von Heinrich Schlag & Söhne ersetzt; das alte Gehäuse blieb erhalten. Hinter dem historischen Orgelprospekt steht seit 1991 ein Neubau der Orgelbaufirma Mecklenburger Orgelbau (Wolfgang Nussbücker) mit insgesamt 30 Registern auf zwei Manualen und Pedal.

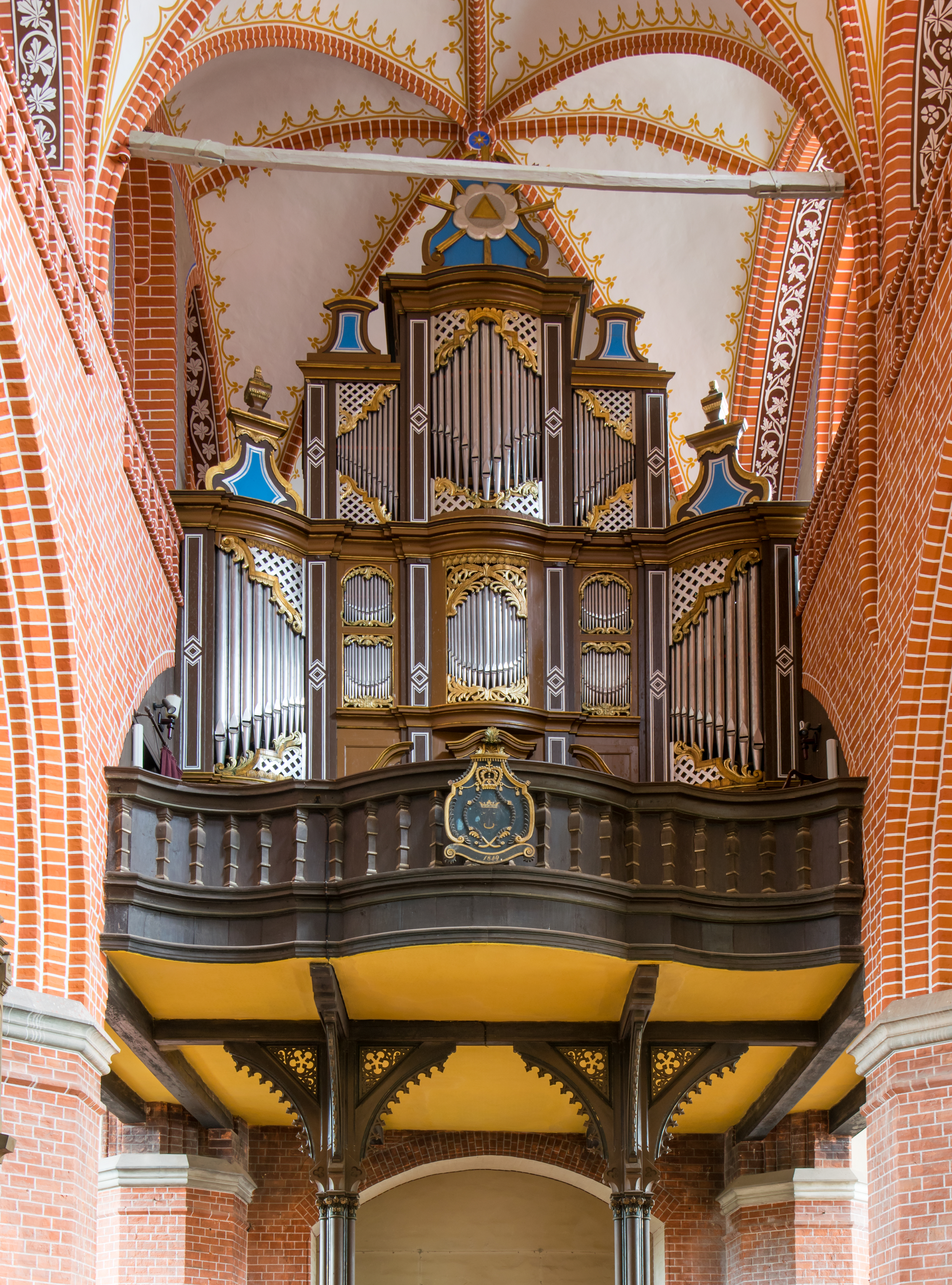
Kirche Teterow Orgelprospekt

Die heutige Orgel hat folgende Disposition:
| I Manual C–g3       |        |
| Pommer              | 16′    |
| Principal           | 8′     |
| Bordun              | 8′     |
| Octav               | 4′     |
| Kleingedeckt        | 8′     |
| Quinte              | 2 ⁄3′  |
| Waldflöte           | 2′     |
| Terz                | 1 3⁄5′ |
| Cornett III (ab c1) |        |
| Mixtur IV           |        |
| Trompete            | 8′     |

| II Manual C–g3 |       |
| Gedeckt        | 8′    |
| Dulciana       | 8′    |
| Principal      | 4′    |
| Kegelpfeife    | 4′    |
| Oktave         | 2′    |
| Ouinte         | 1 ⁄3′ |
| Sesquialter II |       |
| Cymbel III–IV  |       |
| Tremulant      |       |

| Pedal C–f1    |     |
| Subbass       | 16′ |
| Gedecktbass   | 8′  |
| Bassflöte     | 4′  |
| Principalbass | 8′  |
| Choralbass    | 4′  |
| Octavbass     | 2′  |
| Posaune       | 16′ |
| Trompete      | 8′  |
| Clarion       | 4′  |

- Koppeln: I/P, II/P

Als zusätzliche Nebenzüge wurden der „Teterower Hecht“ (ein Glöckchen nach einer Teterower Geschichte) und ein Vogelgezwitscher eingebaut.

### Glocken
Seit der Erneuerung im Jahr 2019 verfügt die Kirche über ein Geläut von vier Bronzeglocken im Glockenstuhl des Turmes. Außerdem gibt es eine Uhrschlagglocke und die ehemalige  Arme Sünder Glocke  am Ostgiebel des Langhauses.

## Geistliche
- Felix Fiedler (1633–1707), Pastor an der Stadtkirche von 1661 bis 1704 und Stifter
- Martin Kuske (1940–1995), Pastor an der Stadtkirche Teterow von 1978 bis 1994